# Единадесети пехотен сливенски полк
Единадесети пехотен сливенски полк е български полк взел участие в Балканската (1912 – 1913), Междусъюзническата (1913), Първата световна война (1915 – 1918) и Втора световна война (1941 – 1945).

## Формиране
Единадесети пехотен сливенски полк е формиран в Сливен под името Единадесети пеши сливенски полк с указ № 61 от 23 декември 1885 г. и влиза в състава на 6-а пеша бригада. На 16 октомври 1891 г. за командир на полка е назначен командира на 3-ти пеши бдински полк подполковник Симеон Караиванов.

## Балкански войни (1912 – 1913)
В Балканската война полкът е в състава на Трета пехотна балканска дивизия и под командването на полковник Семерджиев воюва при Бунар Хисар, при атаката на Чаталджа, при с. Лазаркьой и езерото Деркос.
В Междусъюзническата война участва в битката при Криволак.

## Първа световна война (1915 – 1918)
Полкът взема участие в Първата световна война (1915 – 1918) в състава на 1-ва бригада от 3-та пехотна балканска дивизия.
Към началото на военните действия полкът разполага със следния числен състав, добитък, обоз и въоръжение:
| Числен състав                                       | Добитък               | Обоз                                                    | Въоръжение                           |
| --------------------------------------------------- | --------------------- | ------------------------------------------------------- | ------------------------------------ |
| Офицери: 46 Чиновници: 4 Подофицери и войници: 5304 | Коне: 606 Волове: 606 | Обикновени коли: 46 Товарни коли: 248 Специални коли: 3 | Пушки и карабини: 4428 Картечници: 4 |

Единадесети полк воюва на граничната линия при поста Равна ливада, при Киселица, Страцинската позиция, при Качаник, при позициите Стягово и Доган, при Превала Ходжа балкан, селата Церница, Върбишница, Селча, Битиня, при завладяването на гр. Призрен. През есента на 1916 г. води тежки и епични боеве за отбраната на връх Каймакчалан (2524 м.н.в.). Огънят на противника е толкова силен, че някои дори полудяват или оглушават. Воюва и при „Еровете“. През 1917 г. полкът е на позиции при Ковил, Кукуруз, Димова поляна, връх Зора от Доброполския участък. През 1918 г. воюва отново при Ковил, при село Порой, връх Зора, Прашник, при Ерма, Блатец, при Кавадарското плато, с. Барово, Бесовица, Демир Капия и при Бели камък.
На 1 август 1917 в местността „Оборище“ от кадъра на 11-и пехотен сливенски, 24-ти пехотен черноморски, 29-и пехотен ямболски и 32-ри пехотен загорски полк се формира 80-и пехотен полк.

## Между двете световни войни
На 1 декември 1920 година в изпълнение на клаузите на Ньойския мирен договор полкът е реорганизиран в 11-а пехотна сливенска дружина. През 1928 година полкът е отново формиран от частите на 11-а пехотна сливенска дружина и 3-та допълваща част, но до 1938 година носи явното название дружина. 

## Втора световна война (1941 – 1945)
През Втора световна война (1941 – 1945) полкът е на Прикриващия фронт (1941 – 1942). През септември 1944 година към полка се формира гвардейска рота. Взема участие във втората фаза на заключителния етап на войната в състава на 3-та пехотна балканска дивизия. Воюва при Дравачехи, Дравасоболч, Драваполконя, Гордиша, форсира р. Мур.

## Народна Република България
С указ № 6 от 5 март 1946 г. издаден на базата на доклад на Министъра на войната № 32 от 18 февруари 1946 г. е одобрена промяната на наименованието на полка от 11-и пехотен сливенски на Н.В. Царица Йоанна полк на 11-и пехотен сливенски на Хаджи Димитър полк. През 1946 г. полка е преименуван на дванадесети стрелкови полк, а впоследствие на дванадесети мотострелкови полк и е пребазиран в Елхово.
От 12 юни 1946 г. полкът носи явното наименование под. 3705, от 17 октомври 1948 г. – под. 7900 и се установява на гарнизон в Елхово. През октомври 1950 г. е преименуван на Дванадесети мотострелкови полк, с явно наименование под. 65010, под което име е до разформирането си през 2003 година.

## Наименования
През годините полкът носи различни имена според претърпените реорганизации:
- Единадесети пеши сливенски полк (1885 – 1892)
- Единадесети пехотен сливенски полк (1893 – 1 декември 1920)
- Единадесета пехотна сливенска дружина (1 декември 1920 – 1928)
- Единадесети пехотен сливенски полк (1928 – 19 ноември 1932)
- Единадесети пехотен сливенски на Н.В. Царица Йоанна полк (19 ноември 1932 – 5 март 1946)
- Единадесети пехотен сливенски на Хаджи Димитър полк (5 март 1946 – октомври 1950)
- Дванадесети стрелкови полк (октомври 1950 – 1964)
- Дванадесети мотострелкови полк (1964 – 2003)

## Командири
- Капитан Атанас Дуков (1 април 1886 – 1 август 1886)
- Капитан Христо Белов (1 август 1886 – 19 октомври 1886)
- Майор Стефан Тошев (1 август 1887 – 9 декември 1887)
- Майор Лудогоров (от 9 юли 1888 г.)
- Майор Георги Мечконев (от 1 юли 1890 г.)
- Подполковник Симеон Караиванов (16 октомври 1891 – 1899)
- Подполковник (полк. от 15 ноември 1900 г.) Радой Сираков (от 13 февруари 1899 г.)
- Подполковник Радев (от 29 март 1901 г.)
- Подполковник Христо Паков (от 1 април 1902 г.)
- Полковник Узунов (от 18 януари 1904 г.)
- Подполковник Клисуров (1 април 1909 г.)
- Подполковник Христо Семерджиев (28 декември 1909 г.)
- Подполковник Христо Бурмов (от 1 февруари 1911 г.)
- Полковник Христо Семерджиев (декември 1911 г. – 1913)
- Полковник Попов (1913 – 2 юни 1914 г.)
- Подполковник Тодор Гиргинов (1 юни 1914 – 23 юни 1915)
- Полковник Попов (23 юни 1915 – 10 септември 191)
- Подполковник Никола Христов (10 септември 1915 – 15 юли 1918)
- Подполковник Витанов (от 15 юли 1918)
- Полковник Атанас Щилиянов (между 1911 и 1920)
- Полковник Никола Дреновски 1934 – 1934
- Полковник Анастас Анастасов 1934 – 1935
- Полковник Иван Клисурков 1938 – 1940?
- Подполковник Георги Лесицов от септември 1944
- Полковник Коста Начев 1 октомври 1944
- Подполковник Петър Зафиров 6 февруари – март 1945
- Атанас Русев август – октомври 1945
- Полковник Иван Цанков 1946?
- Подполковник Никола Сарачев от 1947 (временно)